# 大澤敏
大澤 敏（おおさわ さとし、1961年 - ）は、日本の化学者。金沢工業大学学長。生分解性プラスチック、環境調和材料、医用材料、高分子化学、工学教育を専門。東京都出身。

## 経歴
出典:
- 1987年、東京理科大学理学部化学科卒業。
- 1991年、東京理科大学大学院理学研究科博士課程（化学）修了。
- 1991年-1993年、マサチューセッツ大学博士研究員。
- 1993年-1996年、東京理科大学山口短期大学・山口東京理科大学助手。
- 1996年、金沢工業大学講師就任。
- 1998年、金沢工業大学助教授就任。
- 2004年、金沢工業大学教授就任。
- 金沢工業大学学生部、教務部、研究部、進路部等の副部長、バイオ・化学部学部長、教務部長就任。
- 2015年、金沢工業大学副学長就任。
- パデュー大学、スウェーデン王立工科大学、カールスルーエ大学等で工学教育の視察・研究に従事。
- 2016年、金沢工業大学学長就任[4][5]。

## 著書
- 論文 Control of degradation rate of biodegradable polymers by surface treatments
- 著書 Solid Phase Processing of Polymers(HANSER)

## 受賞
- Outstanding Achievement Awards of Polymer Science and Engineering
- 高分子系複合材料の制振性と高機能化に関する研究 『第6回材料技術論文賞』
- 平成19年度材料技術論文賞
- 平成20年度材料技術学生論文賞
- 2000年度材料技術研究協会討論会 ポスター賞など